# Oligodon juglandifer
Espèce
Synonymes
- Simotes albocinctus var. juglandifer Wall, 1909

Statut de conservation UICN

 VU B1ab(iii) : Vulnérable
Oligodon juglandifer est une espèce de serpent de la famille des Colubridae.

## Répartition
Cette espèce est endémique du Nord-Est de l'Inde.

## Publication originale
- Wall, 1909 : Notes on snakes from the neighbourhood of Darjeeling. Journal of the Bombay Natural History Society, vol. 19, p. 337-357 (texte intégral).